# Uwe Werner
Uwe Werner (* 28. Dezember 1955 in Schwäbisch Gmünd; † 13. Februar 2018 ebenda) war ein deutscher Jazzmusiker (Tenor- und Sopransaxophon, Flöte).

## Leben und Wirken
Werner studierte Saxophon an der Hochschule für Musik und darstellende Kunst Graz und spielte ab den 1980er-Jahren in Graz im Erich Zann Septett sowie in der von ihm geleiteten Band East West Connection (Album Live in KKF (1985), mit David George, Mick Baumeister, František Uhlíř, Josef Vejvoda). Seit 1982 war er als Lehrer für Saxophon an der Städtischen Musikschule Schwäbisch Gmünd tätig.
Werner gehörte seit 1989 dem vom Land Baden-Württemberg geförderten Jazzprojekt Südpool an, dem zudem Musiker wie Herbert Joos, Bernd Konrad und (zeitweilig) Günter „Baby“ Sommer verpflichtet waren. Im Duo mit dem Pianisten Mick Baumeister nahm er das Album Oh Brother auf. Lange Jahre war er in der Musikszene von Schwäbisch Gmünd aktiv. Im Bereich des Jazz war er Tom Lord zufolge zwischen 1985 und 1994 an sieben Aufnahmesessions beteiligt; zuletzt an dem 2012 bei der Feier des Geburtstags von Ewald Oberleitner eingespielten Album Das Fest für Ewald Oberleitner: Real Time Music.

## Diskographische Hinweise
- Südpool Jazz Project: Time Is a Tango/Yokohama Suite (L+R, 1990), mit Herbert Joos, Claus Stötter, Bernd Konrad, Paul Schwarz, Martin Schrack, Thomas Heidepriem, Thomas Stabenow, Michael Kersting, Joe Koinzer, Lauren Newton
- Südpool Jazz Project: Moon Dance Suite (L+R, 1991), mit Herbert Joos, Bernd Konrad, Rainer Pusch, Karl Berger, Paul Schwarz, Martin Schrack, Thomas Heidepriem, Thomas Stabenow, Michael Kersting, Joe Koinzer, Ingrid Sertso
- Südpool Jazz Project: Concepts – Südpool Jazz Project III (L+R, 1992), mit Karl Farrent, Herbert Joos, Thorsten Wollmann, Ralf Bauer, Lucas Heidepriem, Bernd Konrad, Ekkehard Rössle, Paul Schwarz, Peter Bockius, Michael Kersting, Günter „Baby“ Sommer
- Neighbours: In the Tradition (GNM, 1994), mit Johannes Barthelmes, Ekkehard Jost, Dieter Glawischnig, Erich Gramshammer, Andreas Schreiber, Ewald Oberleitner, John Preininger, Tony Oxley, Armin Pokorn
- Südpool Jazz Project: Marcia Funebre – The Italian Suite (Sudpool Jazz Project V) (L+R, 1994), mit Pino Minafra, Herbert Joos, Claus Stötter, Sebastian Studnitzky, Sebi Tramontana, Frank Heinz, Jon Sass, Winfried Rapp, Eugenio Colombo, Bernd Konrad, Ekkehard Rössle, Paul Schwarz, Günter Lenz, Michael Kersting, Joe Koinzer